# Programer
Programêr je oseba, ki se ukvarja s programiranjem z namenom, da za določen algoritem, ki je definiran, poišče programsko rešitev. Predvsem pri poslovnih programih definira sistemski analitik algoritme za posamezne programe. Pri manjših rešitvah pa lahko programer prevzame tako vlogo sistemskega analitika kot programerja. Ta združitev funkcij sistemskega analitika in programerja je verjetno najbolj opazna pri izdelavi enostavnejših igric, za kompleksne igre pa so za izdelavo odgovorni različni strokovnjaki (kot za film, in sicer na primer: scenarist, oblikovalec, marketingar in nazadnje programer).
Programer programira za določeno platformo, ki je pa lahko osrednji računalnik, osebni računalnik - z različnimi operacijskimi sistemi, mikroprocesor ali kakšna druga integrirana vezja. Za programiranje uporablja enega izmed mnogih programskih jezikov.